# بورجو غونيش
بورجو غونيش (بالتركية: Burcu Güneş) مغنية وكاتبة أغاني تركية.

## حياتها
وُلدت بورجو غونيش في 12 أغسطس 1975 في مدينة إزمير، بمنطقة ألسانجاك. والدتها تُدعى بيغه أوزكان، ووالدها هو عازف الغيتار علي غونيش. قضت طفولتها في منطقة شيرينيَر في إزمير. بعد طلاق والديها، عاشت مع والدها بدءاً من سن السابعة، لكنها قررت الانتقال للعيش مع والدتها عندما بلغت الثامنة عشرة من عمرها. في عام 2001، اختارتها مؤسسة TAÇSAV كـ"الفتاة التركية المثالية".

### حياتها المهنية
قامت بورجو غونش بتأليف أول ألحانها في سن الثانية عشرة. وبدأت أولى تجاربها على المسرح في سن الثالثة عشرة، عندما انتقلت مع والدها من إزمير إلى أنطاليا، وبدأت تغني كـ"كورس" لوالدها. غنّت في فنادق كبيرة ومنتجعات سياحية مع تشكيلات موسيقية ثنائية وثلاثية وأوركسترا أسّستها مع والدها، وقدّمت موسيقى الجاز والبوب. أطلق عليها من كان يسمعها آنذاك لقب "الفتاة البيضاء ذات الحنجرة الزنجية" (بالتركية: Zenci Gırtlaklı Beyaz Kız) بسبب خامة صوتها. في سن الثامنة عشرة، تلقت دروسًا في الغناء، والإلقاء، والصولفيج على يد البروفيسور مفيد بايرا‌شا، مدير معهد الموسيقى التابع لجامعة 9 أيلول. وأثناء الغناء في النوادي والفنادق، شاركت أيضًا في مهرجانات ومسابقات موسيقية وحصدت العديد من الجوائز. بدأت خطواتها المهنية عندما استمعت لها عازفة البيانو العالمية بورجين بوكي في إزمير. وقامتا سويًا بتسجيل أغنيات وأرسلتاها إلى شركة "راكس ميوزيك" في إسطنبول، التي دعتها خلال أسبوع لتحضير أول ألبوم لها.
في عام 1998، أطلقت أول ألبوم لها بعنوان "Aşk Yarası" (بالعربية: جرح الحب) بالتعاون مع غارو مافيان ونينو فارون، وضم 12 أغنية بينها نسخ تركية لأغنيات عالمية مثل "First Be a Woman" و"De Dónde Soy". كتبت كلمات 4 أغنيات من الألبوم. وحققت أغنيتان شهرة في فرنسا.
في عام 1999، شاركت في دويتو مع رافت إل رومان في أغنية "Son Mektup" (بالعربية: الرسالة الأخيرة)، وبدأت التحضير لألبومها الثاني مع الموسيقي الأمريكي مليك ييرميبير. في هذا الألبوم دمجت بين البوب والموسيقى الإثنية، وشارك فيه موسيقيون عالميون مثل هوراسيو "إل نيغرو" هرنانديز وأرتو تونتشبوياجيان. ثم وقعت عقدًا مع إيرول كوسه وأصدرت ألبومها الثاني "Tılsım" (بالعربية: تعويذة) في 2001، وتضمن الأغنية الكلاسيكية "Çile Bülbülüm" (بالعربية: يا بلبل العذاب) وأغنية "Biz Aşkı Meleklerden Çaldık" (بالعربية: سرقنا الحب من الملائكة) التي كتبها إرهان غوليريوز، وحقق مبيعات تجاوزت مليون نسخة.
في عام 2004، أصدرت ألبومها الثالث "Ay Şahit" (بالعربية: القمر شاهد)، وشاركت فيه بكتابة ولحن 7 أغنيات. تعاونت مع أسماء معروفة مثل نظان أونجل، أيسل غوريل، وسلامي شاهين. كما شاركت في فيلم أين فيروزة؟ بأغنية "Gaip Yol" (بالعربية: طريق الغيب). بعد مشاكل مع شركتها، اشترت حقوق أعمالها الفنية.
في 2006، شاركت في ألبوم خيري لصالح حملة تعليمية، ثم أصدرت ألبومها الرابع "Ben Ateş Ben Su" (بالعربية: أنا نار، أنا ماء) الذي أنتجته بنفسها، وضم أغاني عن الحب، الحرية، والوعي الذاتي، كتبت ولحّنت أكثر من 8 أغنيات فيه.
في 2007، شاركت كمدربة صوت في برنامج "Şarkı Söylemek Lazım"، وساهمت بصوتها في ألبوم مصطفى صندل. وفي 2008، غنت أغنية "Yorgunum" (بالعربية: أنا مُتعَبة) في ألبوم 3 Hür-El، وساهمت في موسيقى وثائقي عن جلال الدين الرومي، وأصدرت ألبوم ريمكس.
في 2009، أطلقت ألبوم "Sihirbaz" الذي ضم أغاني لشعراء وملحنين كبار، وشاركت فيه أيضًا كمؤلفة وملحنة، وحققت الأغنية "Gözlerinde Bıraktım Aşkı" صدارة قوائم الراديو.
في 2010، غنّت دويتو مع سلامي شاهين بعنوان "Ben Bir Tek Kadın Sevdim" وحازت على جائزة "دويتو العام". وأصدرت أول سينغل "Tamamdır"، كما شاركت في برامج تلفزيونية ومسابقات رقص.
في 2011، شاركت في مشروع "Var Olmak Haktır" وغنت في ألبوم "En Estambul". وفي نهاية العام، أصدرت أغنية "Oflaya Oflaya" التي أصبحت من أنجح الأغاني على الإذاعات.
في 2012، أصدرت دويتو مع إيفلاتون بعنوان "Çıkmaz Sokaklar"، وشاركت في ألبومات مشاريع فنية، وطرحت أغنية "Aşk Gribi" كمقدمة لألبومها الجديد.
في 2013، أصدرت ألبومها السادس "Gül Kokusu"، الذي ضم أسماء كبيرة مثل سزن أكسو، وعمل على توزيعه موسيقيون بارزون، وأُنتج كليب بعنوان الألبوم نفسه.
غنّت جينغلز دعائية لشركات كبرى (كوكاكولا، آرتشيليك، إتي...)، وأحيت أكثر من 450 حفلًا في تركيا وأوروبا، وبلغت مبيعات ألبوماتها نحو 1.9 مليون نسخة.
في 2018، أصدرت ألبومًا شعبيًا بعنوان "Anadolu’nun Güneşi" وضم 11 أغنية فلكلورية، وغنّت دويتو مع سيلدا باغجان في أغنية "Minnet Eylemem".

## وصلات خارجية
- الموقع الرسمي
- بورجو غونيش على موقع IMDb (الإنجليزية)
- بورجو غونيش على موقع ميوزك برينز (الإنجليزية)
- بورجو غونيش على موقع ديسكوغز (الإنجليزية)